# Молочная пещера
Моло́чная пеще́ра (устар. Мле́чный верте́п, лат. Crypta lactea, араб. مغارةآلسثئ‎, ивр. מערת החלב‎) — грот в Вифлееме. С IV века является местом христианского паломничества как место, где, по преданию, после рождения Иисуса Христа жило Святое семейство, и Богородица уронила капли молока при кормлении Иисуса Христа. В 1872 году над вертепом была сооружена католическая часовня. Принадлежит Кустодии Святой Земли Католической церкви в Палестине.

## Здание
Францисканцы, после приобретения вертепа в XIV веке, с разрешения папы Григория XI в 1375 году, построили на этом месте церковь с колокольней. Позже часовня была построена в 1872 году на месте бывшей византийской церкви V века, от которой осталась лишь часть мозаичного пола. Часовня в новом виде отреставрирована в 2007 году.

## История и предание
Новый Завет скупо передаёт топографическую информацию о месте рождения Иисуса Христа. Евангелист Матфей утверждает, что «Иисус родился в Вифлееме Иудейском» (Мф. 2:1), а евангелист Лука, со своей стороны, добавляет, что Мария «родила своего сына первородного, спеленала его и положила в ясли, потому что не было им места в гостинице» (Лк. 2:7). Христианская традиция, заверенная позднейшими христианскими писателями, и построение базилики указывают на место исторического события — Вертеп Рождества, на холме в восточной части старого города. Местные предания, относящиеся к VI веку, также сообщали о временном убежище. По преданию, именно здесь, в пещере, скрывалось Святое семейство от воинов царя Ирода во время массового уничтожения младенцев. В этой пещере им пришлось прожить почти сорок дней. Однажды, когда Матерь Божия кормила грудью маленького Иисуса, несколько капель молока брызнули на большой камень. Тёмный камень сразу же весь стал молочно-белого цвета. И христиане, и мусульмане чрезвычайно почитают эти «капельки молока Богородицы» — частички белого пористого камня — и считают их чудотворными. На месте, где Богородица кормила Иисуса, установлена икона, на которой изображена сцена кормления («Млекопитательница»). На ней Младенец Христос, обращённый лицом к молящимся, припал к материнской груди. У этого образа, который почитается как чудотворный, женщины оставляют свои горячие молитвы в надежде на помощь Божией Матери. В этой пещере, удалённой от Пещеры Рождества примерно на 200 м по прямой линии, Святое семейство готовилось к бегству в Египет.

## Галерея

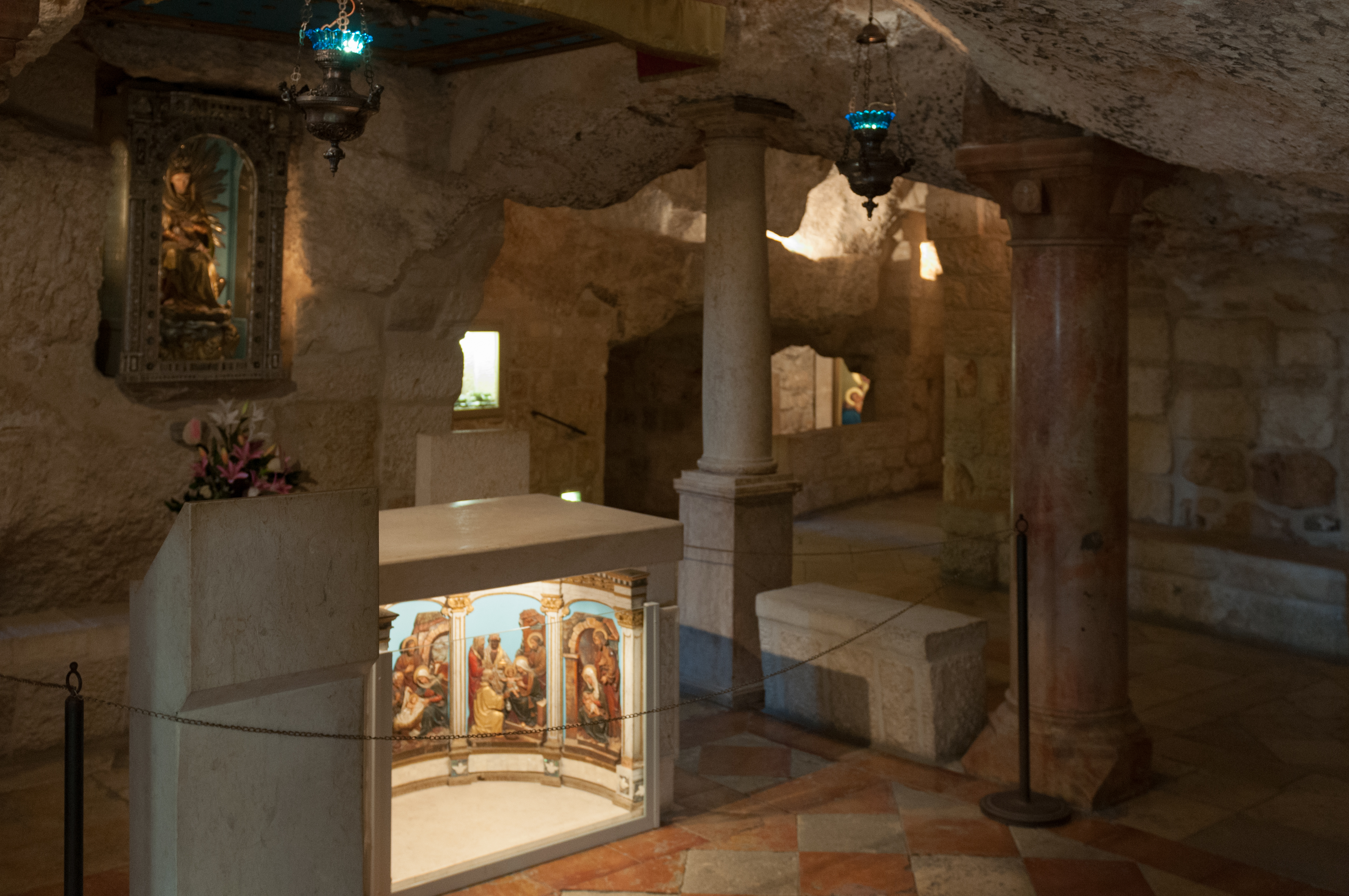
Интерьер пещерной церкви
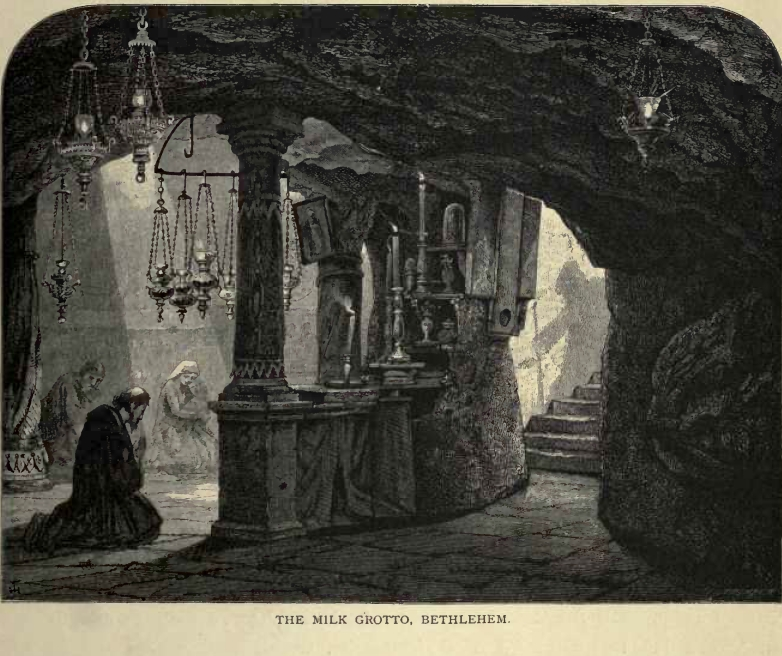
Млечный вертеп, 1880 год
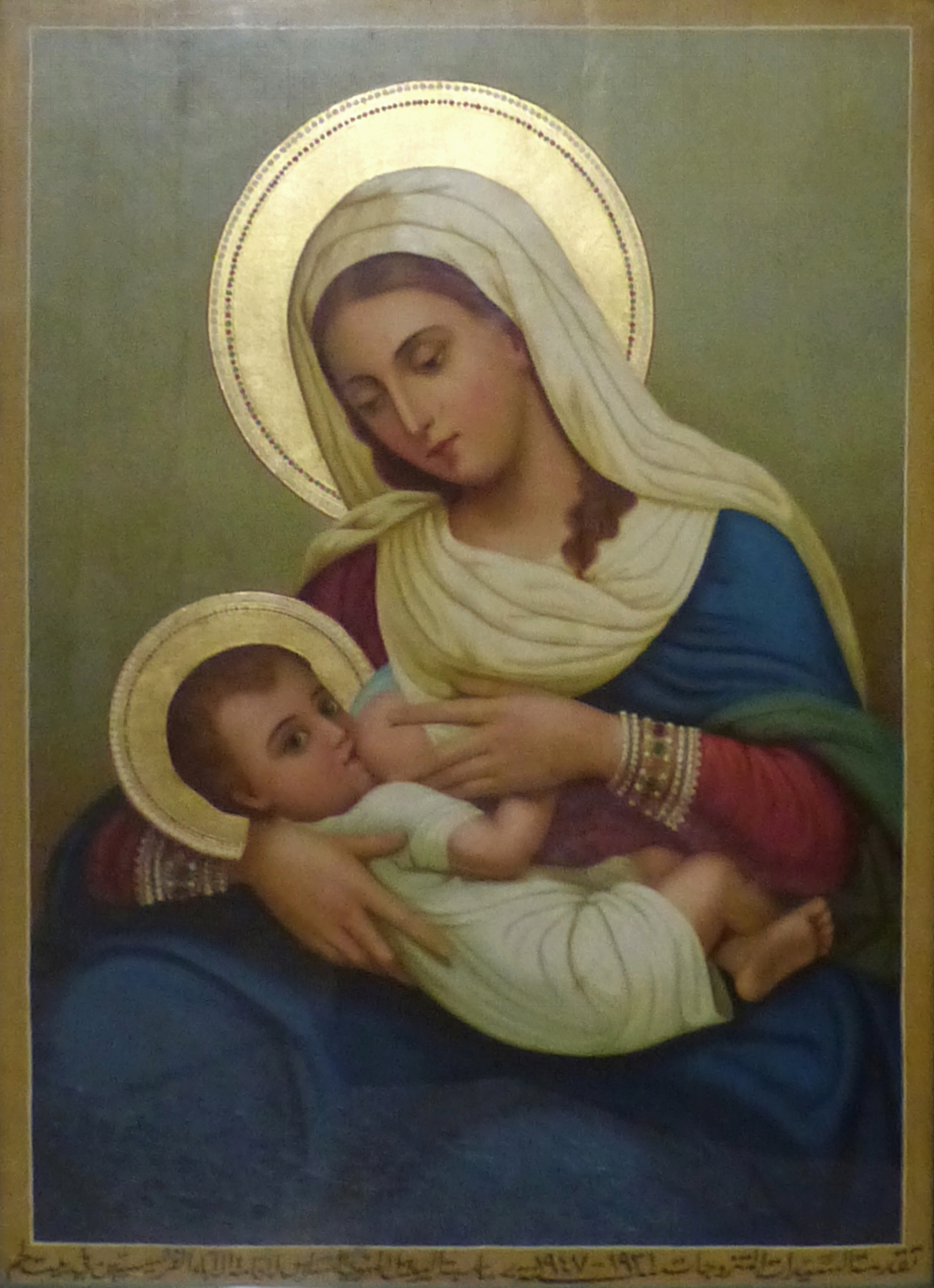
Икона «Млекопитательница» (находится в гроте)